# Piper syringifolium
Piper syringifolium är en pepparväxtart som beskrevs av Vahl. Piper syringifolium ingår i släktet Piper och familjen pepparväxter. Inga underarter finns listade i Catalogue of Life.